# Petrobras Junior Team
Petrobras Junior Team — это программа поддержки молодых бразильских пилотов, работавшая в 1990—2000-х годах и финансировавшаяся нефтяной компанией Petrobras.

## История
Проект первоначально задумывался как средство поодерпжки молодых бразильских пилотов и провода их по всем ступеням мирового формулического автоспорта к Формуле-1.
Первые годы в рамках проекта происходил поиск лучших молодых бразильских пилотов в южноамериканских чемпионатах. В конце 1990-х нефтяники заключили спонсорский договор с командой Williams F1, устроив туда на место пилота-испытателя своего протеже Бруно Жункейру. В эти же сроки было подписано соглашение о технической поддержке с Super Nova Racing и создана собственная команда в Международной Ф3000.
Проект в МЧ Ф3000 продержался до конца 2002 года. Пиковые результаты были добыты в 2000 году, когда всё тот же Бруно Жункейра, в борьбе с основным пилотом Super Nova Racing Николя Минасяном завоевал чемпионский титул.
Сотрудничество с Williams F1 завершилось в эти же сроки. Накануне сезона-2000 британцы могли посадить Жункейру за руль боевого пилота, но, в итоге, предпочли ему своего соотечественника Дженсона Баттона. Второй реальной попытки посадить Бруно за руль конкурентоспособной машины организовать не удалось и в 2001 году бразилец уехал в Северную Америку в местную серию CART.
Вторым бразильским гонщиком, кто при поддержке нефтяников попал в Формулу-1 стал Антонио Пиццония. В 2002-05 году он выполнял функции тест-пилота во всё том же Williams F1 (и в 2004-05 провёл несколько гонок за команду, подменяя травмированных основных пилотов); в 2003 году он провёл несколько гонок за Jaguaк F1, но был отчислен в конце сезона за неудовлетворительные результаты.